# 太白园街道
太白园街道，是中华人民共和国江西省景德镇市珠山区下辖的一个乡镇级行政单位。

## 行政区划
太白园街道下辖以下地区：
落马桥社区、戴家弄社区、小路园社区、浚泗井社区、浙江路社区、工农街社区、曙光村社区和西瓜洲社区。